# Jan Eliasberg
Pour les articles homonymes, voir Eliasberg.
Jan Eliasberg, née le 6 janvier 1954, est une réalisatrice américaine ayant réalisé Coupable avec Rutger Hauer et Natasha Richardson. Elle officie beaucoup pour la télévision, ayant réalisé des épisodes de Cagney et Lacey, 21 Jump Street, Deux flics à Miami, NCIS : Los Angeles ou Dawson.